# Жозе де Абреу
Жозе́ Пере́йра де Абре́у Жу́ниор (порт. José Pereira de Abreu Júnior; род. 24 мая 1946[…], Санта-Рита-ду-Паса-Куатру, Сан-Паулу) — бразильский актёр. Известен по своей роли Нилу в телесериале «Проспект Бразилии», снятый в 2012 году. Всего на счету актёра более 20 работ в кино и около 50 на телевидении.

## Биография
Родился 24 мая 1946 года в Санта-Рита-ду-Паса-Куатру, штат Сан-Паулу (Бразилия). В 1967 году, изучая право в Католическом университете Сан-Паулу, начинает свою театральную карьеру с постановкой пьесы Жуан Кабрала де Мело Нето и Шику Буарки. Год спустя снялся в кино, но его карьера прервалась из-за его политической активности: был арестован во время собрания Национального союза студентов, принадлежал к «Народному действию» и оказывал поддержку левому партизанскому движению «Революционный народный авангард», которое боролось против военного режима, хотя как хиппи оставался сторонником ненасилия. Вынужденный отправиться в изгнание в Европу в 1968 году, он смог вернуться на родину в 1974 году.

## Личная жизнь
Имеет пятерых детей от трёх разных жён. Его старший сын — Родриго, погиб в аварии в 1992 году, в возрасте 21 года. Кроме того, у него есть четверо внуков. В начале 2013 года заявил о своей бисексуальности.